# Irwin Schiff
Irwin Allen Schiff (23 de febrero de 1928 – 16 de octubre de 2015) fue un activista estadounidense conocido por escribir y promocionar textos en los cuales expresó que el impuesto sobre la renta de Estados Unidos es ilegal e inconstitucional. Los jueces, en varios casos civiles, fallaron a favor del gobierno federal y en contra de Schiff. Como resultado de estos fallos judiciales, Schiff cumplió una pena de 13 años por evasión de impuestos al momento de su muerte. La Agencia Federal de Prisiones reportó que Schiff murió el 16 de octubre del 2015. Es conocido también por ser padre del inversionista y antiguo candidato al Senado de los Estados Unidos Peter Schiff.